# محيط غاربوداكا

موقع محيط غاربوداكا

في علم الكونيات الهندوسي [الإنجليزية]، يُعتبر كارانوداكا (بالإنجليزية: Karanodaka)‏ أو جربهوداكا، المعروف أيضًا باسم المحيط السببي، مصدر الخلق المادي. هو المكان في السماء الروحية حيث يستلقي "ماهافيشنو" ويخلق العالم المادي. يمثل المحيط السببي الحد الفاصل بين العوالم الروحية والمادية.

## في الأدب
يوفر "بهاجافاتا بورانا" التفاصيل التالية بخصوص المحيط السببي:
الرب "ماها-فيشنو" هو مصدر آلاف الأفتارات في أجزائه الذاتية المتعددة. هو خالق عدد لا يحصى من الأرواح الفردية. يُعرف أيضًا باسم "نارايانا"، مما يعني مأوى جميع الأرواح الفردية (جيفا). منه ينبثق الامتداد الواسع للمياه المعروف باسم المحيط السببي الروحي حيث يحدث الخلق المادي. ثم يستلقي "ماها-فيشنو" في مياه المحيط السببي في حالة من النوم الإلهي تُسمى "يوغا-نيدرا". وبالتالي، يُقال إن الخلق الكوني ليس سوى حلم "ماها-فيشنو".